# Podumol
 Podumol   falu Horvátországban, Károlyváros megyében. Közigazgatásilag  Bosiljevóhoz tartozik.

## Fekvése
Károlyvárostól 25 km-re délnyugatra, községközpontjától 7 km-re délre,  a Dobra bal partján fekszik.

## Története
1857-ben 119, 1910-ben 92 lakosa volt. Trianon előtt Modrus-Fiume vármegye Vrbovskoi járásához tartozott. 2011-ben 30-an lakták.

## Lakosság
| Lakosság változása | Lakosság változása | Lakosság változása | Lakosság változása | Lakosság változása | Lakosság változása | Lakosság változása | Lakosság változása | Lakosság változása | Lakosság változása | Lakosság változása | Lakosság változása | Lakosság változása | Lakosság változása | Lakosság változása | Lakosság változása |
| ------------------ | ------------------ | ------------------ | ------------------ | ------------------ | ------------------ | ------------------ | ------------------ | ------------------ | ------------------ | ------------------ | ------------------ | ------------------ | ------------------ | ------------------ | ------------------ |
| 1857               | 1869               | 1880               | 1890               | 1900               | 1910               | 1921               | 1931               | 1948               | 1953               | 1961               | 1971               | 1981               | 1991               | 2001               | 2011               |
| 119                | 121                | 106                | 117                | 86                 | 92                 | 95                 | 102                | 134                | 120                | 93                 | 75                 | 50                 | 65                 | 36                 | 30                 |